# Итемгенов, Кайрат Шакиртович
Кайрат Шакиртович Итемгенов — казахстанский предприниматель и меценат, председатель наблюдательного совета Aq Niet Group и один из самых богатых и влиятельных бизнесменов Казахстана по версии Forbes.

## Биография
Родился 13 марта 1971 года в Семипалатинском регионе Восточно-Казахстанской области. Окончил Технологический институт в Семее по специальности «инженер-механик». Получил высшее юридическое образование в КазНУ им. Аль-Фараби, а затем степень магистра права (LL.M). С 1996 года занимается предпринимательской деятельностью.

## Карьера
С 2018 года Итемгенов является единственным владельцем и председателем наблюдательного совета Aq Niet Group (входит в список крупнейших частных компаний Казахстана), управляющей самой обширной в стране фармацевтической сетью Europharma, которая включает более 200 аптек по всей стране и насчитывает более 1000 сотрудников.
Он также инвестирует в инфраструктурные, энергетические, транспортные и девелоперские проекты. В 2024–2025 годах Итемгенов стал совладельцем российского логистического оператора Globaltrans после приобретения доли в 26,19 % акций через кипрскую компанию Globaltrans Investment PLC.
Он владеет отелями Mövenpick и Pana в Москве, а также гостиничным комплексом под брендами Novotel Living и Ibis Styles в Алматы.
Кроме того, бизнесмен вместе с партнёром Русланом Берденовым открыл отель и кофейню в Москве.
В феврале 2025 года Aq Niet Group объявила о покупке крупнейшей в Казахстане компании в сфере развлечений Meloman-Marwin у российско-казахстанских бизнесменов - братьев Александра и Сергея Дериглазовых.

## Состояние и признание
По данным Forbes Kazakhstan, в мае 2025 года Итемгенов занимал 24-е место в списке богатейших бизнесменов страны с состоянием $404 млн.
В 2024 году он занял 28-е место в рейтинге самых влиятельных бизнесменов Казахстана.

## В медиаполе
Итемгенов стал объектом ряда журналистских расследований, посвящённых структуре его собственности, офшорным активам и истории роста капитала. Он упоминается в публикациях Ulysmedia, Kursiv и других казахстанских и российских СМИ.

## Благотворительность
Во время весенних паводков 2024 года в Казахстане Итемгенов вошёл в список казахстанских предпринимателей, оказавших финансовую помощь пострадавшим регионам.